# Отеллин, Владимир Александрович
Владимир Александрович Отеллин (6 января 1938 — 12 октября 2022) — советский и российский гистолог, член-корреспондент РАМН (1997), член-корреспондент РАН (2014).

## Биография
В 1955 году окончил Курский медицинский институт.
В 1964 году защитил кандидатскую диссертацию и работал ассистентом 1-го Ленинградского медицинского института имени академика Павлова.
С 1965 по 1980 год работал в Институте физиологии имени И. П. Павлова, где прошёл путь от младшего научного сотрудника до заведующего лабораторией морфологии ЦНС.
В 1973 году защитил докторскую диссертацию.
Тематика научных исследований — организация межнейронных связей головного мозга.
С 1980 года — руководитель отдела морфологии Института экспериментальной медицины, занимавшегося изучением медиаторной организации внутримозговых путей, эмбрионального гистогенеза нервной ткани, нейротрансплантации.
Автор и соавтор более 350 научных работ, в том числе 11 монографий.
Под его руководством защищены 28 кандидатских и 10 докторских диссертаций.
В 1997 году избран членом-корреспондентом РАМН.
В 2014 году стал членом-корреспондентом РАН (в рамках присоединения РАМН и РАСХН к РАН).
Скончался 12 октября 2022 года.

## Награды
- Заслуженный деятель науки Российской Федерации (20 ноября 1992) — за заслуги в области научной деятельности
- Премия РАМН по гистологии имени Б. И. Лаврентьева (1993)